# Františkánský klášter (Votice)
Františkánský klášter ve Voticích s kostelem svatého Františka z Assisi je klášterní komplex barokních budov ve středočeské obci Votice v okrese Benešov. Od roku 1965 je kulturní památkou.

## Historie

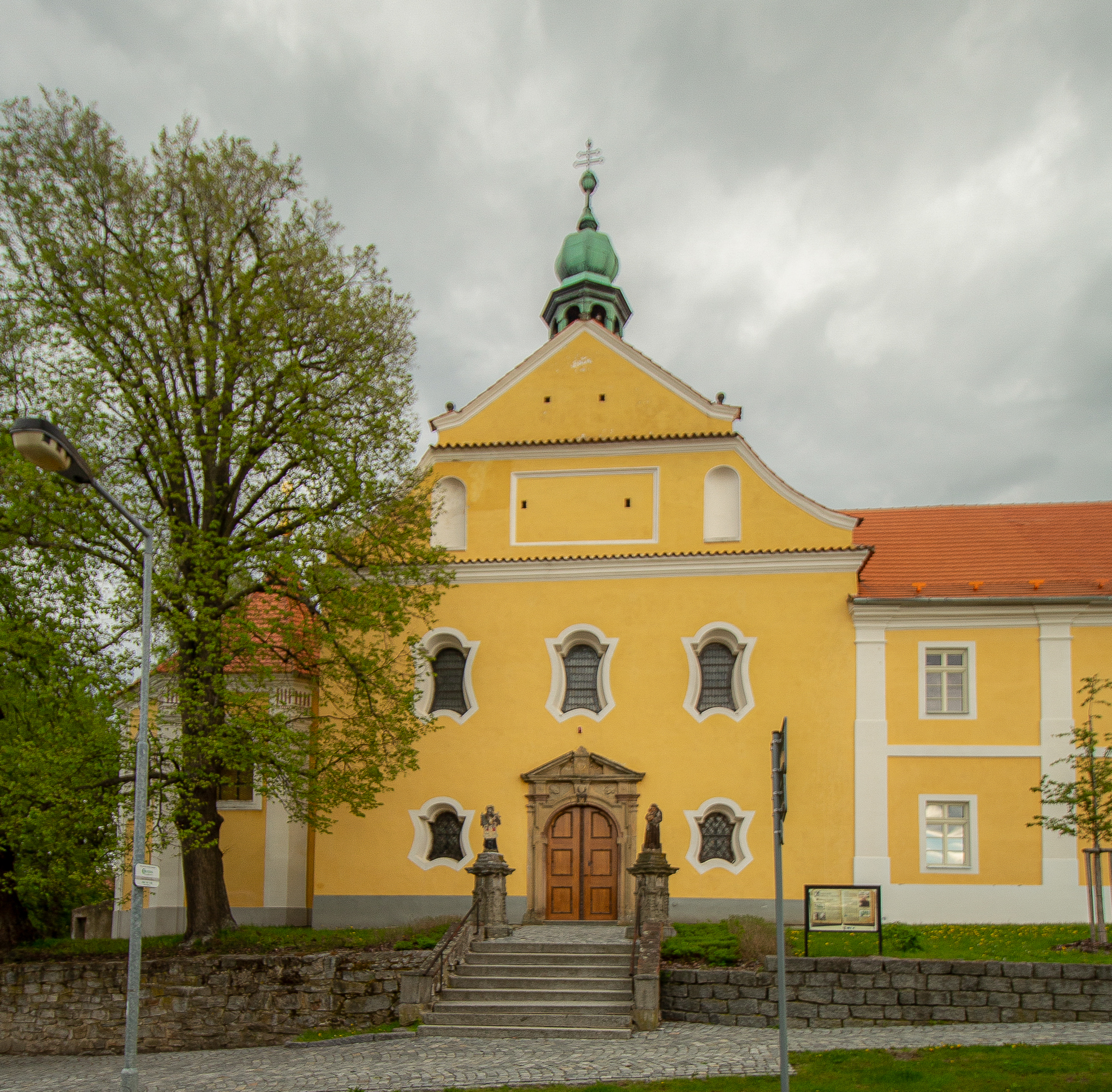
Klášterní kostel sv. Františka z Assisi

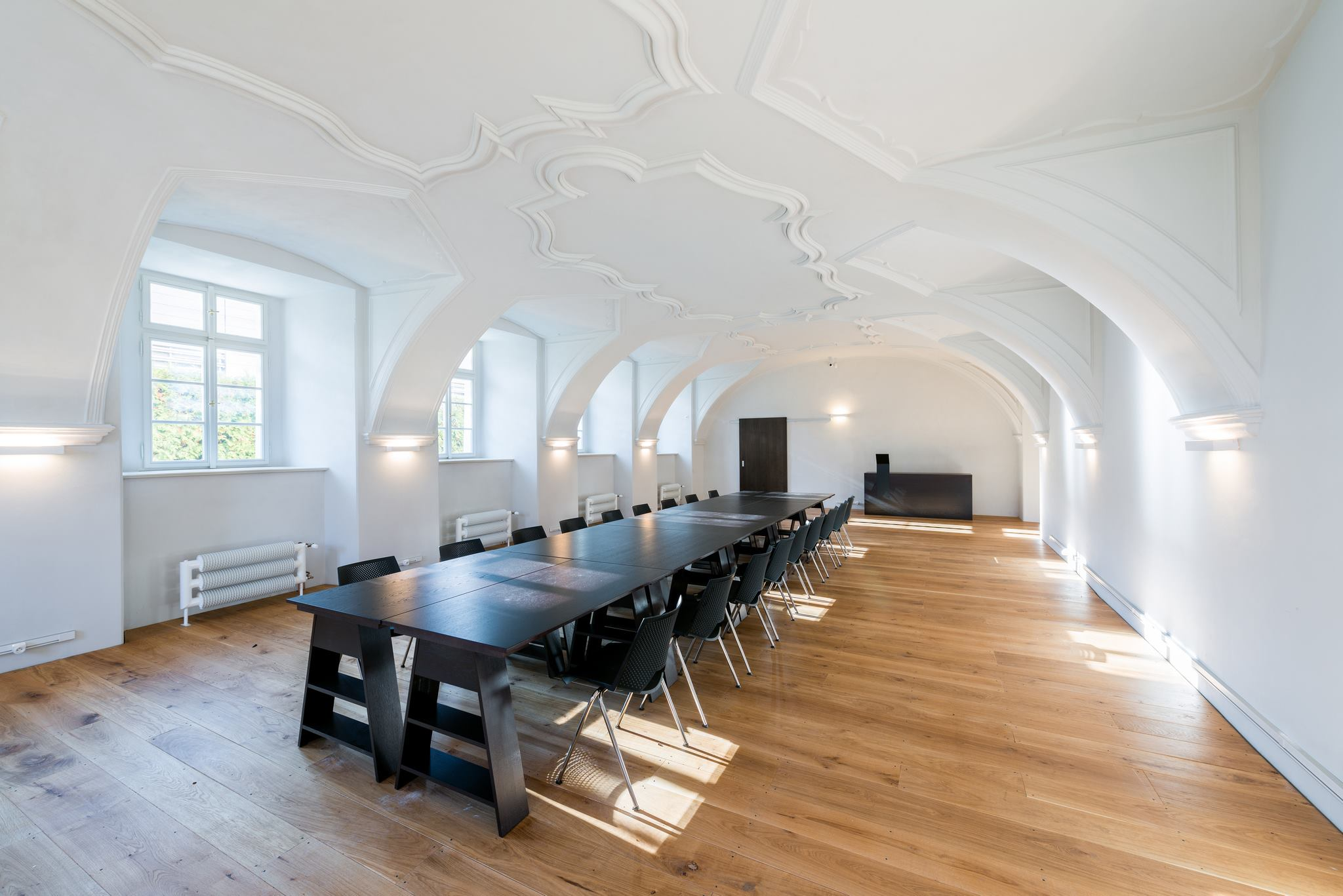
Klášterní refektář

Klášter byl založen v roce 1627, tedy v době třicetileté války, během níž se v klášteře dvakrát pohybovalo švédské vojsko. Fundátorem byl majitel panství Sezima z Vrtby. V roce 1629 byl vystavěn také klášterní kostel sv. Františka. Mezi lety 1766–1771 byl klášter rozsáhle stavebně upravován, dispozičně rozšířen a některé nevyhovující budovy byly strženy a nahrazeny. V souvislosti s těmito úpravami dokonce musela být posunuta táborská silnice. Ke klášteru náležela původně také kaple sv. Anny, která však byla zbořena a na jejím místě je dnes klenutá brána.
Součástí kláštera byla významná knihovna s mnoha cennými knihami vázanými v kůži, množstvím rukopisů i prvotisků. Nacházela se zde například také kniha Petra Lombardského Liber sententiarum ze 14. století. V roce 1740 ve zdejší klášterní knihovně pátral po kacířských a závadných knihách páter Antonín Koniáš. Jednu z nich skutečně prořezal a zredukoval. Knihovna byla zničena v roce 1950 po obsazení kláštera Státní bezpečností, kdy byla většina knih označena za bezcenné a zlikvidována.

## 20. století
V roce 1943, v době druhé světové války, v prostorách kláštera sídlil sedlčanský okresní úřad. Po nástupu komunistů k moci v Československu, konkrétně v noci ze 13. na 14. dubna 1950, byl klášter obsazen Státní bezpečností a řádoví bratři internováni v Oseckém klášteře. V této době byla zničena vzácná knihovna. Poté sloužily klášterní prostory jako sídlo úřadů, učňovský internát a později jakou součást výroby závodu Tesla.
Ještě několik let po pádu komunismu v objektu sídlila výroby a teprve roku 1997 byl navrácen řádu františkánů. V roce 2012 se majitelem objektu stalo město Votice, které zahájilo sbírku k provedení oprav budov. V letech 2013–2018 probíhala postupná rekonstrukce, kterou provedl pražský ateliér D4F.
Kostel zůstává v majetku votické farnosti a v roce 2008 začala nutná oprava kostela. V roce 2010 byla opravena kaple Panny Marie Votické a roku 2011 část střechy kostela a celé severní křídlo kláštera.